# Selwyn Raab
Selwyn Raab (Nueva York, 26 de junio de 1934-Nueva York,  4 de marzo de 2025) fue un periodista estadounidense, autor y reportero de investigación de The New York Times. Escribió mucho sobre la mafia estadounidense y sobre temas de justicia penal.

## Primeros años y carrera
Nativo de Nueva York, Raab creció en el Lower East Side de Manhattan. Asistió al Seward Park High School y más tarde se graduó en el City College of New York, donde se licenció en literatura inglesa en 1956. En el City College fue corresponsal del campus para The Times y editor de Observation Post, un periódico estudiantil. Sus primeros trabajos como reportero fueron en el periódico Bridgeport Sunday Herald de Bridgeport, Connecticut y en el periódico The Star-Ledger de Newark, Nueva Jersey.

### New York World-Telegram and Sun(1960-1966)
De 1960 a 1966, se unió al New York World-Telegram and Sun. Originalmente fue asignado como reportero de educación. En la sección de educación cubrió el descenso de los resultados de los exámenes de lectura y matemáticas, los intentos de sindicalización de los profesores y las disputas por la integración racial, hasta que descubrió que contratistas relacionados con la mafia estaban detrás de un gran escándalo relacionado con la construcción y renovación inadecuadas que ponía en peligro la seguridad de miles de estudiantes en el sistema escolar. En 1964, descubrió que el doctor Chester M. Southam del Hospital Judío de Enfermedades Crónicas de Brooklyn estaba inyectando a los pacientes enfermos células cancerígenas, mientras les decía que eran células humanas normales. Southam fue finalmente condenado por fraude, engaño y conducta no profesional.
Más tarde, como reportero de investigación en el New York World-Telegram, fue fundamental para encontrar pruebas que exoneraron a George Whitmore Jr. de los falsos cargos por haber asesinado a Janice Wylie y Emily Hoffert en los famosos asesinatos Career Girl de 1963. También descubrió pruebas que condujeron a la desestimación de una tercera acusación de asesinato contra Whitmore.

### NBC News (1966-1971)
Mientras era productor y editor de noticias para WNBC noticias de televisión, (1966-1971), Raab también escribió un libro sobre el caso, Justice in the Back Room, publicado en 1967. El libro fue nominado a un Premio Edgar por los Escritores de Misterio de América al mejor libro de crímenes reales en 1968. Universal Studios compró los derechos televisivos, transformando a Raab en un detective de ficción llamado Theo Kojak, interpretado por Telly Savalas en la serie Kojak. La serie se emitió durante cinco años. La serie se derivó de la película para televisión de la CBS, Los asesinatos de Marcus-Nelson, que ganó dos Premios Emmy en 1973.

### The 51st State- WNET-13 (1971-1974)
En 1971, se convirtió en reportero-productor en la cadena de televisión pública WNET-13 en el programa de noticias The 51st State, donde siguió trabajando en el caso Whitmore. Demostró que Whitmore estaba en otro lugar el día de los asesinatos y ayudó a exculparlo. Se necesitaron siete años más para localizar a un testigo cuyo testimonio exoneró a Whitmore en 1973 de una condena por intento de violación no relacionada. Whitmore salió de la cárcel tras cumplir nueve años de condena por "hombre equivocado" por intento de violación. Raab recibió un New York Press Club Premio al Periodismo Televisivo Destacado por su trabajo en el caso. Su trabajo también fue nominado a un Premio Emmy por Logro Sobresaliente en Reportaje de Noticias dentro de un Programa de Noticias Regularmente Programado por el reportaje Shooting Gallery emitido el 18 de diciembre de 1973 (WNET). Se convirtió en productor ejecutivo de The 51st State hasta que se marchó a The New York Times en 1974.

### The New York Times(1974-2000)
En 1974, Raab se convirtió en reportero de la plantilla metropolitana de The New York Times, donde cubrió historias de justicia penal y corrupción gubernamental, en particular las relacionadas con la Mafia estadounidense. Durante este periodo, sacó a la luz los testimonios perjuros y la mala conducta de la policía y la fiscalía en torno a las condenas por triple asesinato del boxeador Rubin "Hurricane" Carter y su coacusado, John Artis, lo que llevó a la desestimación definitiva de todas las acusaciones contra ellos. Ambos hombres fueron exculpados tras cumplir largas condenas de prisión.

### Cinco familias(2000-actualidad)
Raab dejó el Times en 2000. Su libro, el New York Times Bestseller, Five Families: The Rise, Decline, and Resurgence of America's Most Powerful Mafia Empires fue publicado en 2005. Es consultor sobre el crimen organizado para documentales de televisión, principalmente en los canales History y Biografía. Participó como asesor en la serie de seis partes Inside the American Mob, en la que se entrevistó con destacados miembros de la Cosa Nostra, así como con agentes actuales y antiguos del FBI, fiscales y detectives que estuvieron muy implicados en la persecución de la Mafia y que ofrecieron relatos en primera persona de los principales acontecimientos relacionados con la mafia. Fue asesor de los guiones de la serie de televisión de 10 capítulos, The Making of the Mob: New York, basada en parte en Five Families, que se estrenó el 15 de junio de 2015, en AMC. También apareció en el podcast de 2018 Audioboom Mafia.

## Premios y honores
- Premio de la Escuela de Periodismo de la Universidad de Misuri por escribir una revista (1970)
- Premio Sigma Delta Chi a la Excelencia en Periodismo de Radiodifusión de la Sociedad de Periodistas Profesionales (1971, 1972)[25]
- El Club de Prensa de Nueva York Premio al periodismo televisivo más destacado (1973)
- Premio de la Asociación de Locutores de la Prensa Asociada del Estado de Nueva York (1973)[26]
- Premio del Club de Prensa de Nueva York al mejor reportaje (1984)
- El Heywood Broun Memorial Award del American Newspaper Guild (1974)[27]
- Premio Página Uno del Gremio de Periódicos de Nueva York (1975).
- Premio de la Asociación de Patrulleros de la Ciudad de Nueva York (1985)
- Medalla Townsend Harris al "Logro Notable" del City College de Nueva York (2009)[28]

## Libros escritos
- Justice in the Back Room (1967)[14]
- Mob Lawyer with Frank Ragano (1994)[29]
- Five Families: The Rise, Decline, and Resurgence of America's Most Powerful Mafia Empires (2005)[14]

## Filmografía
| Título                               | Año       | Rol      | Notas                                 |
| ------------------------------------ | --------- | -------- | ------------------------------------- |
| Kojak (Serie de TV)                  | 1973–1978 | Libro    | 95 episodios<                         |
| Kojak (Serie de TV)                  | 1973–1978 | Libro    | 23 episodios                          |
| Kojak: Flowers for Matty             | 1990      | Libro    | Película para TV                      |
| Kojak: It's Always Something         | 1990      | Libro    | Película para TV                      |
| Kojak: None So Blind                 | 1990      | Libro    | Película para TV                      |
| Kojak: Ariana                        | 1989      | Libro    | Película para TV                      |
| Kojak: Fatal Flaw                    | 1989      | Libro    | Película para TV                      |
| Kojak: The Price of Justice          | 1987      | Libro    | Película para TV                      |
| Kojak: The Belarus File              | 1985      | Libro    | Película para TV                      |
| Genovese: Portrait of a Crime Family | 2001      | Él mismo | Serie de TV documental                |
| American Justice: Defending the Mob  | 1995      | Él mismo | Serie de TV documental                |
| Mobsters                             | 1997–2010 | Él mismo | 7 episodios en Serie de TV documental |
| Mafia's Greatest Hits: Donnie Brasco | 2014      | Él mismo | 7 episodios en Serie de TV documental |